# De onbekende van Leningrad
De onbekende van Leningrad is een spionageroman van auteur Gérard de Villiers en het 96e deel uit de S.A.S.-reeks met als protagonist de Oostenrijkse prins en freelance CIA-agent Malko Linge.

## Het verhaal
In Helsinki wordt een Palestijn vermoord aangetroffen en het bewijsmateriaal, aangetroffen bij de plaats delict wijst in de richting van een crime passionnel. Deze Palestijn blijkt echter een informant van de CIA en FBI te zijn. De Verenigde Staten strijden al jaren tegen het Palestijnse terrorisme en sturen Malko voor een onderzoek naar Finland.
De CIA vermoedt dat de Palestijnen nieuwe aanslagen voorbereiden en gesteund worden door de Sovjet-Unie. Met een reis naar Leningrad in de Sovjet-Unie waagt Malko zich in het hol van de leeuw.

## Personages
- Malko Linge, een Oostenrijkse prins en CIA-agent;
- Aija Sunblad, een Finse schone;
- Samira Beaj, een Palestijnse schone en terroriste.